# Euriphene tentyris
Euriphene tentyris är en fjärilsart som beskrevs av William Chapman Hewitson 1866. Euriphene tentyris ingår i släktet Euriphene och familjen praktfjärilar. Inga underarter finns listade i Catalogue of Life.